# Knúkur
Knúkur er et fjeld på øen Borðoy i Nordoyar øgruppen på Færøerne. Bjergets højeste tinde er 642 meter .